# Sibiracanthella
Sibiracanthella är ett släkte av urinsekter. Sibiracanthella ingår i familjen Isotomidae.
Kladogram enligt Catalogue of Life:
| Sibiracanthella | \| \| Sibiracanthella nuda \| \| \| \| \| \| Sibiracanthella rara \| \| \| \| \| \| Sibiracanthella sohondo \| \| \| \| |
|                 | \| \| Sibiracanthella nuda \| \| \| \| \| \| Sibiracanthella rara \| \| \| \| \| \| Sibiracanthella sohondo \| \| \| \| |
|                 | Sibiracanthella nuda |
|                 | |
|                 | Sibiracanthella rara |
|                 | |
|                 | Sibiracanthella sohondo                                                                                                 |
|                 | |